# Korttofskokett
Korttofskokett (Lophornis brachylophus) är en akut utrotningshotad fågel i familjen kolibrier.

## Utseende och läten
Korttofskoketten är en mycket liten (7 cm), vältecknad kolibri. Hanen har bronsgrön ovansida. Över övergumpen syns ett vitt övre och ett purpurbronsfärgat nedre band. De centrala stjärtpennorna är gröna, övriga svartspetsat kanelbruna. På huvudet syns rostfärgad hjässa och tofs, grönspetsade orange kindtofsar glittrande grön strupe och i nederkant av denna ett vitt band. Resten av undersidan är ljust kanelbrun.
Honan saknar tofs på den orangefärgade hjässan, liksom kindtofsar. Bandet över övergumpen är beigefärgat, medan stjärten har ett svart subterminalt band och beigefärgade spetsar på de yttre stjärtpennorna. Strupen är vitaktig. Fågeln är mestadels tystlåten, men avger ibland vassa tjippande läten.

## Utbredning och status
Fågeln förekommer enbart i södra Mexiko (Sierra Madre del Sur i Guerrero). IUCN kategoriserar arten som akut hotad.